# Daniella van den Berg
Daniella van den Berg (Aruba, 24 mei 1996) is een Arubaans zwemster. Ze nam eenmaal deel aan de Olympische Spelen, maar won hierbij geen medailles.
In 2011 deed ze mee aan de wereldkampioenschappen in Shanghai, waar ze uitkwam op twee onderdelen: bij de 200 m wisselslag behaalde ze in de series de 36e tijd en op de 400m wisselslag behaalde ze in de series de 35e tijd.
Op de Olympische Zomerspelen 2012 in Londen kwam ze uit op de 800m vrije slag, waar ze in de series een 34e tijd haalde.

## Internationale toernooien
| Jaar | Olympische Spelen   | WK langebaan                            | WK kortebaan  | Pan Pacs |
| ---- | ------------------- | --------------------------------------- | ------------- | -------- |
| 2011 |                     | 35e 400m wisselslag 36e 200m wisselslag |               |          |
| 2012 | 34e 800m vrije slag |                                         | geen deelname |          |